# Canada-Est

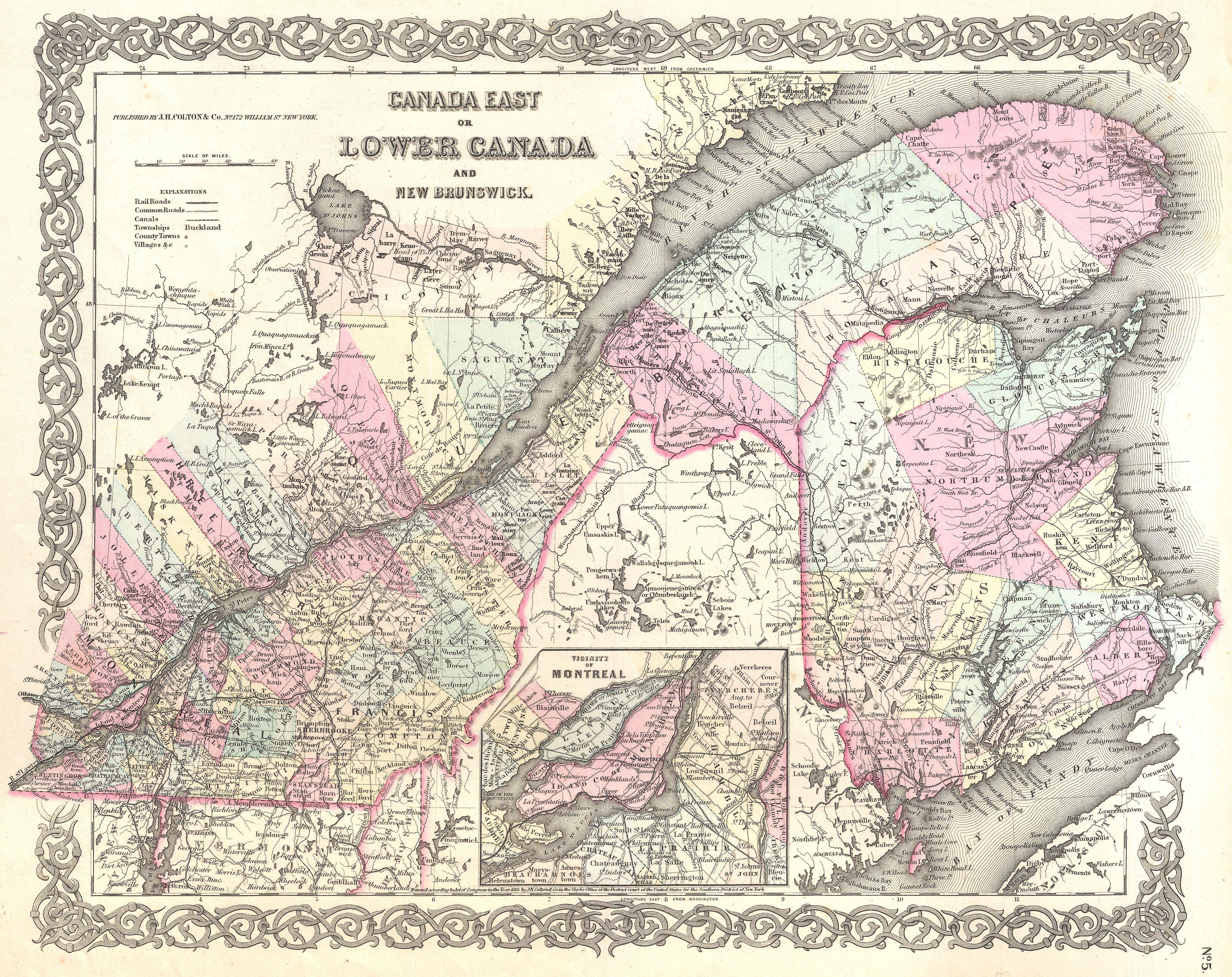
Carte du Canada-Est (1855).

Le Canada-Est était le nom officieux parfois donné à la partie orientale de la province du Canada entre 1840 et 1867. Il contenait ce qui est aujourd'hui la partie méridionale de la province canadienne de Québec. La colonie était surtout peuplée par les descendants des colons français. 
Avant 1841, cette colonie s'appelait le Bas-Canada. Le Canada-Est est le résultat de l'application légale lors de l'Acte d'Union de 1840 d'une des recommandations du rapport Durham à la suite de la révolte des Patriotes : le Bas-Canada fut fusionné au Haut-Canada (aujourd'hui l'Ontario) pour former l'union de la province du Canada. 
L'économie du Canada-Est était surtout agricole, même si les manufactures et la construction navale faisaient vivre une partie importante de la population. La plus grande ville du Canada britannique était Montréal. Au moment de la Confédération canadienne, en 1867, les francophones du Canada-Est ont eu des inquiétudes, craignant leur assimilation par les anglo-saxons des trois autres colonies britanniques. 

## 1841 à 1849
De 1841 à 1843, on utilise le terme Canada-Est et Canada-Ouest, mais après 1843, on privilégie avant tout l'usage des désignations Bas-Canada et Haut-Canada dans les lois. Puisque cette terminologie n'a pas de statut constitutionnel, elle est accompagnée de certaines expressions pour préciser le sens. Donc, au lieu d'écrire simplement Bas-Canada on écrit province du Canada qui constitue la province du Bas-Canada.

## 1849 à 1867
À partir du 25 avril 1849, les parlementaires adoptent officiellement les termes Bas-Canada et Haut-Canada dans l'Acte pour donner une interprétation législative à certains mots employés dans les Actes du Parlement :
Les mots Bas-Canada signifieront toute la partie de cette province qui constituait ci-devant la province du Bas-Canada. Les mots Haut-Canada signifieront toute la partie de cette province qui constituait ci-devant la province du Haut-Canada.